# Gérard Berry
Gérard Philippe Berry (n. 1948) es un informático teórico francés, miembro de la Academia de las Ciencias francesa, la Academia de Tecnología francesa y la Academia Europæa. Fue Chief Scientist Officer del Esterel Technologies entre 2000 y 2009. Actualmente es Director de Investigación de INRIA y trabaja en el Collège de France. El trabajo de Berry, a lo largo de tres décadas, incluye importantes contribuciones especialmente en los siguientes campos.
- Cálculo lambda y programación funcional;
- lenguajes de programación paralela y en tiempo real;
- Automatización de diseño electrónico para circuitos digitales sincrónicos.

Berry es conocido también por su crucial participación en el desarrollo del lenguaje de programación Esterel.